# (15021) Alexkardon
(15021) Alexkardon (1998 SX123) – planetoida z pasa głównego asteroid okrążająca Słońce w ciągu 3,61 lat w średniej odległości 2,35 j.a. Odkryta 26 września 1998 roku.